# Kétfoltos címerespoloska
A kétfoltos címerespoloska (Perillus bioculatus) a rovarok (Insecta) osztályának félfedelesszárnyúak (Hemiptera) rendjébe, ezen belül a poloskák (Heteroptera) alrendjébe és a címeres poloskák (Pentatomidae) családjába tartozó faj. 

## Előfordulása
Eredetileg Észak-Amerika területéről származik, ahol Mexikótól Kanadáig előfordul. Mivel a faj természetes ellensége a burgonyabogárnak, ezért Európába is be kívánták vezetni, hogy mérsékeljék a burgonyabogár okozta hozamveszteséget. Az első próbálkozások az 1930-as években történtek Franciaországban, nem sokkal azután, hogy a burgonyabogár 1927-ben megjelent Bordeauxban, viszont a második világháború megszakította ezeket a kísérleteket. Később, az 1960-as és 1970-es években további kísérleteket végeztek több európai országban, köztük Csehszlovákiában, Franciaországban, Magyarországon, Olaszországban, Lengyelországban, a Szovjetunióban és Jugoszláviában. Azonban a faj meghonosítása nem járt sikerrel, amit az éghajlati feltételek, illetve a poloska és a zsákmány tavaszi megjelenésének aszinkronitása okozott. Emiatt a faj bevezetési kísérletei megszűntek, és úgy vélték, hogy a poloska eltűnt Európából.
Későbbi kutatási eredmények azonban arra engednek következtetni, hogy néhány önfenntartó szórványpopuláció túlélhetett a Balkán-félszigeten, Törökországban, valamint Oroszország és Ukrajna déli részén, ahonnan intenzív terjedésbe kezdett északnyugat felé. Napjainkig a faj jelenlétét jelentették több európai országból, mint például Bulgáriából, Görögországból, Romániából, Moldovából és Szerbiából. Az előrejelzések szerint a kedvező éghajlati viszonyok miatt a faj hamarosan elérheti Észak-Olaszországot, Franciaország déli és középső régióit, valamint az Ibériai-félsziget északkeleti részét is.
Magyarországra 2023 októberében tért vissza, és a faj terjedését követő közösségi adatgyűjtés azt mutatta, hogy 2024 júniusára már az egész ország területén elterjedt.

## Megjelenése
A faj imágói pajzs alakúak, és körülbelül 1 centiméter hosszúak, a nőstények minimális eltéréssel nagyobbak a hímeknél. Alapszíne fekete, amelyet különböző, egyedenként változó kontrasztos színek díszítenek: leggyakrabban vörös, narancssárga, halványzöld, fehér vagy sárga. A poloska színének változatossága a burgonyabogár nyirokfolyadékából származó karotin pigmentnek köszönhető, amit a táplálkozás során nyer ki a préda testéből. A faj névadó két fekete foltja a fej mögötti első szelvényen, az előtoron (prothorax) található. Testén egy feltűnő Y alakú mintázat található, ami a fiatalabb példányoknál viszont még nem megfigyelhető.
A nimfák teste kerek vagy ovális. Az első stádiumú nimfák körülbelül 1,5 milliméter hosszúak, míg az utolsó, ötödik stádiumúak már 8 milliméterre nőnek. Az első és második stádiumú nimfák fekete fejjel és torral, valamint többnyire vörös potrohhal rendelkeznek. A harmadik és ötödik stádiumú nimfák fekete alapszínűek, fehér és narancssárga, vöröses narancs vagy vörösessárga mintákkal. Az utolsó két nimfa stádiumban már jól láthatóak a szárnylemezek, amelyek a fejlődő szárnyak előjelei.

## Életmódja
A kifejlett egyedek egész évben aktívak lehetnek olyan területeken, ahol enyhe a tél. A hidek telekkel rendelkező térségek esetében viszont szeptemberben vagy októberben kezdik el a tél átvészelését növényi törmelékek alatt vagy burgonyaföldekhez közeli talajban, illetve más műveletlen területeken. Néhány példány átrepülhet kedvezőbb telelőhelyekre, például épületekbe. Az imágók május végén és júniusban kezdenek előjönni, hogy megkezdjék a szaporodást.

Mind a nimfák, mind a kifejlett példányok fő tápláléka a buronyabogár petéi, lárvái, valamint imágói. A poloska vonzódik a sérült burgonyanövények által kibocsátott illékony anyagokhoz, ami segíti a zsákmány megtalálását. Időnként képes a burgonyabogár populációjának szabályozására, de ritkán fordul elő olyan nagy számban, hogy teljesen kordában tartsa azt. Terepkísérletek szerint már 5–15 poloska négyzetméterenként elegendő lehet ahhoz, hogy szükségtelenné váljon a rovarirtó szerek használata a burgonyabogár populációjának szabályozására. Ahhoz, hogy a burgonyabogár populációját egy hét alatt nullára csökkentsék, átlagosan 1,5 példány szükséges növényenként a fajból, ami jóval magasabb, mint a burgonyaföldeken általában található poloskák száma (általában kevesebb, mint 0,5 poloska/növény). 

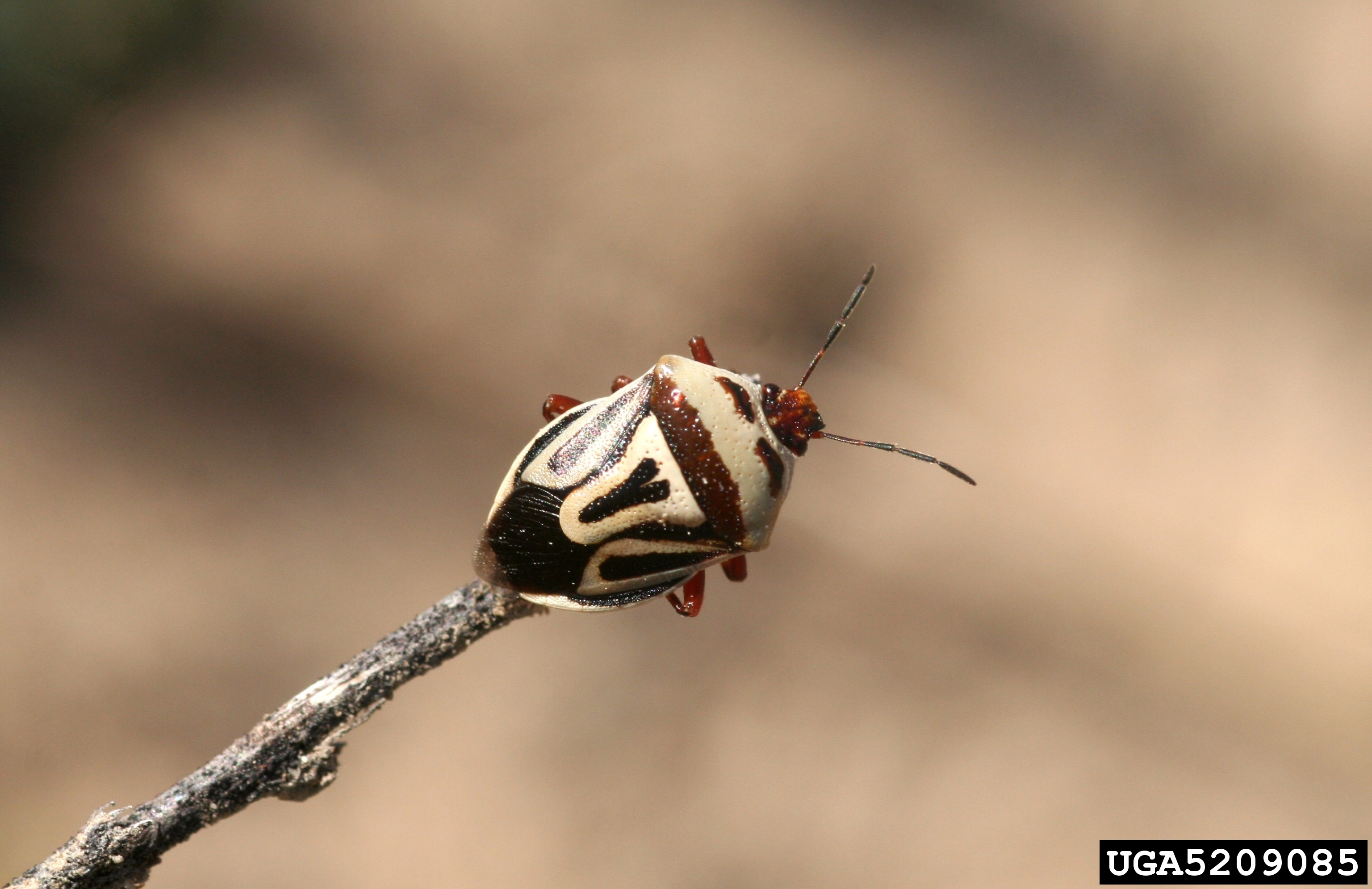
Fehéres színű kifejlett példány

Kutatások szerint a nimfák fejlődésük során átlagosan 285 burgonyabogár-petét, 3,7 lárvát és 5,1 imágót fogyasztanak el az első és ötödik fejlődési stádiumok között. Más vizsgálatok kimutatták, hogy a negyedik és ötödik stádiumú nimfák naponta akár 59 petét is elfogyaszthatnak 24°C-on. A kifejlett imágók akár 85 lárvát is képesek megenni egy 6 hetes periódus alatt. Az első stádiumú nimfák kizárólag a burgonya növényi nedveivel táplálkoznak, az idősebb nimfák és a kifejlett egyedek pedig csak ritkábban teszik ezt. 
A poloska idővel változtatott táplálkozási szokásain is a túlélése és a hatékonyabb terjedés érdekében, így például a parlagfű-levélbogarat (Zygogramma suturalis) vagy a parlagfű-nappalibaglyot (Tarachidia candefacta) is elfogyasztja, amelyek a parlagfű ellen lettek betelepítve Oroszország déli részébe. Később megfigyelték, hogy európai őshonos levélbogarakat is zsákmányol, például nagy nyárlevelészt (Chrysomela populi) és zöld mentalevelészt (Chrysolina herbacea). Találtak olyan egyedet is, amely a parlagfű-olajosbogár (Ophraella communa) lárváiból táplálkozott.

## Szaporodása
Az imágók körülbelül egy héttel az áttelelés után megkezdik a petézést. A peték hordó alakúak és körülbelül 1,2 milliméter átmérőjűek, amelyek felső szélét apró tüskék veszik körül. A peték zöldek, amikor lerakják őket, de kikelés előtt feketésre változnak. A petéket júniusban és júliusban rakják le, rendszerint a burgonya leveleinek felső felületére, egy kompakt, dupla sorban, 18-25 pete alkot egy-egy csoportot. Egy kifejlett nőstény körülbelül 200 petét képes lerakni. A peték 5-8 nap alatt kelnek ki, és az első stádiumú nimfák általában az üres peteburok közelében maradnak, miközben főként a burgonya szárának nedvét szívják. Az összes fejlődési stádium teljes kifejlődése 18-20 napot vesz igénybe 24°C hőmérsékleten. Nyáron a petétől az imágóig történő fejlődés átlagosan 25-30 napot igényel. Az északi és hegyvidéki területeken 2 nemzedéket, míg délen 3-4 nemzedéket képes produkálni.

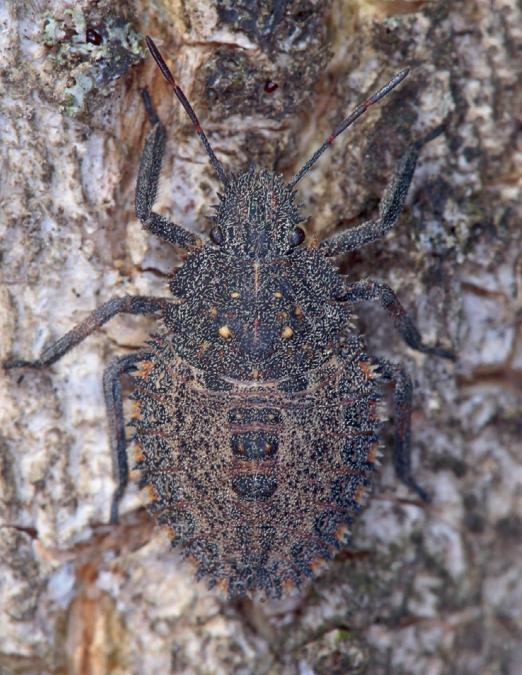
Második stádiumú nimfa
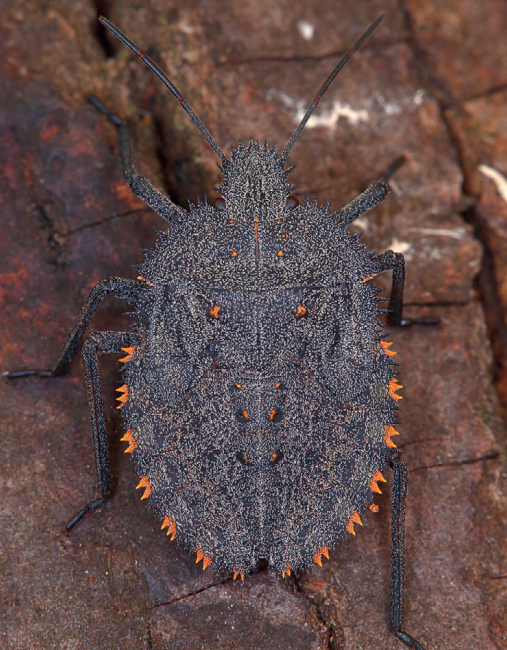
Negyedik stádiumú nimfa
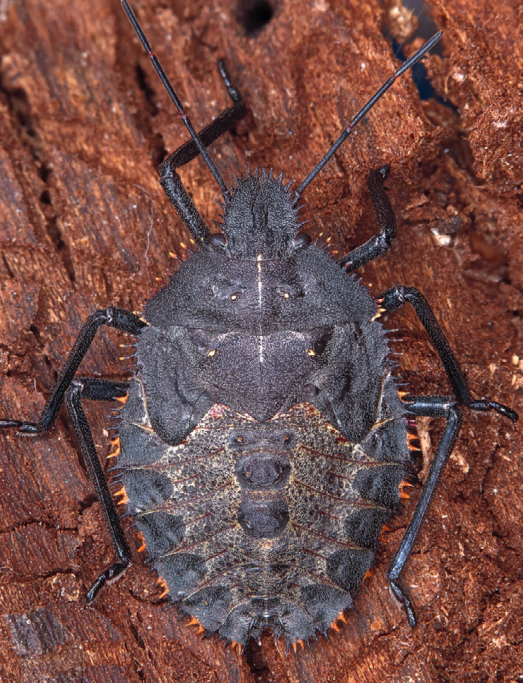
Ötödik stádiumú nimfa
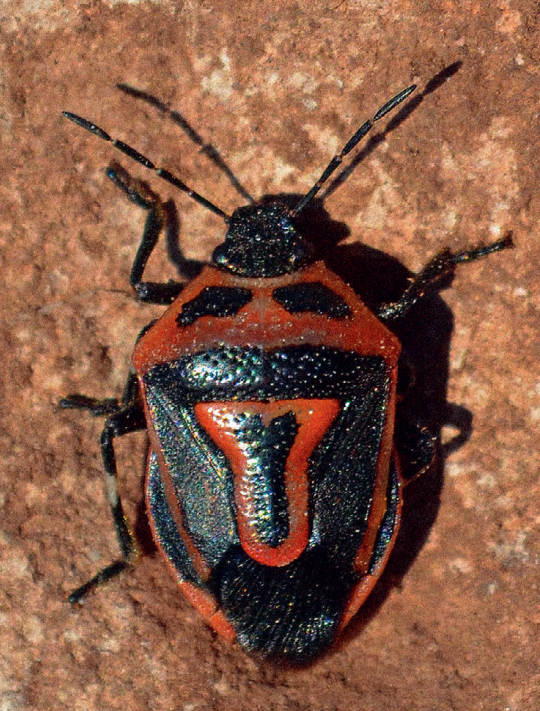
Hím imágó